# Ligue des champions de l'OFC 2016
Navigation
Édition précédente Édition suivante
La Ligue des champions de l'OFC 2016 est la 15e édition de la Ligue des champions de l'OFC (la 10e sous cette appellation - anciennement Coupe des Champions d'Océanie). Elle met aux prises les champions des différentes nations affiliées à la Confédération du football d'Océanie (OFC).
La compétition se déroule selon le même format que lors de l’édition précédente, à savoir :
- Un tour préliminaire, organisé en janvier 2016, oppose les clubs champions de quatre nations océaniennes : les Tonga, les Samoa américaines, les îles Cook et les Samoa. Le vainqueur se qualifie pour la phase de poules.
- La phase de poules réunit les 11 équipes exemptes et le vainqueur du tour préliminaire. Les 12 formations sont réparties en 3 groupes de 4. Les Fidji, la Nouvelle-Calédonie, la Nouvelle-Zélande et la Papouasie-Nouvelle-Guinée ont droit à deux places en phase de poules, au détriment de Tahiti et du Vanuatu, qui n'en ont plus qu'une seule.
- La phase finale se joue en matchs à élimination directe : les demi-finales opposent les trois premiers de chaque groupe du premier tour et le meilleur deuxième. Les demi-finales et la finale se jouent sur un seul match, et non plus en matchs aller et retour.
- Cette année, la phase de poules et la phase finale (demi-finales et finale) se déroulent à Auckland, Nouvelle-Zélande, du 8 au 23 avril 2016.

Auckland City, tenant du titre depuis cinq saisons, remporte son sixième titre consécutif, son huitième au total, après avoir battu l'autre représentant néo-zélandais, Team Wellington en finale. En tant que vainqueur de la Ligue des champions de l'OFC, Auckland City obtient le droit de participer à la Coupe du monde des clubs 2016 au Japon, où il sera présent pour la huitième fois, un record. Ce sixième titre continental consécutif est également un record puisqu'il efface des tablettes les cinq titres consécutifs remportés par le Real Madrid en Coupe d'Europe des clubs champions entre 1956 et 1960.

## Participants
Quinze équipes sont qualifiées pour cette édition 2016.
| Pays                                              | Club                 | Qualification                                                                     |
| Phase de groupes                                  | Phase de groupes     | Phase de groupes                                                                  |
| ------------------------------------------------- | -------------------- | --------------------------------------------------------------------------------- |
| Fidji                                             | Nadi FC              | Champion des Fidji 2015                                                           |
| Fidji                                             | Suva FC              | Vice-champion des Fidji 2015                                                      |
| Nouvelle-Calédonie                                | AS Magenta Nickel    | Champion de Nouvelle-Calédonie 2014                                               |
| Nouvelle-Calédonie                                | AS Lössi             | Vice-champion de Nouvelle-Calédonie 2014                                          |
| Nouvelle-Zélande                                  | Auckland City        | Champion de Nouvelle-Zélande 2014-2015                                            |
| Nouvelle-Zélande                                  | Team Wellington      | Vice-champion de Nouvelle-Zélande 2014-2015                                       |
| Papouasie-Nouvelle-Guinée                         | Lae City Dwellers    | Champion de Papouasie-Nouvelle-Guinée 2015                                        |
| Papouasie-Nouvelle-Guinée                         | PRK Hekari United    | Vainqueur de la saison régulière du championnat de Papouasie-Nouvelle-Guinée 2015 |
| Îles Salomon                                      | Solomon Warriors FC  | Vainqueur de la saison régulière du championnat des Salomon 2015-2016             |
| Polynésie française                               | AS Tefana            | Champion de Polynésie française 2014-2015                                         |
| Vanuatu                                           | Amicale FC           | Vainqueur de la National Soccer League 2015                                       |
| Tour préliminaire (Associations en développement) |                      |                                                                                   |
| Samoa américaines                                 | Utulei Youth         | Champion des Samoa américaines 2014                                               |
| Îles Cook                                         | Tupapa Maraerenga FC | Champion des îles Cook 2014                                                       |
| Samoa                                             | Kiwi FC              | Champion des Samoa 2013-2014                                                      |
| Tonga                                             | Veitongo FC          | Champion des Tonga 2015                                                           |

## Compétition

### Tour préliminaire
Le tour préliminaire s'est déroulé à Matavera, Rarotonga aux îles Cook. Les rencontres se sont déroulées entre le 26 et le 30 janvier 2016, à la suite du tirage au sort organisé le 16 novembre 2015 dans les locaux de l'OFC à Auckland, Nouvelle-Zélande,. Toutes les rencontres sont disputées au CIFA Academy Field. Le tour préliminaire se déroule sous un format de mini-championnat à quatre, les équipes se rencontrant une seule fois.

Les horaires sont donnés en heure locale.
| Rang | Équipe               | Pts | J | G | N | P | Bp | Bc | Diff |  | Résultats (▼ dom., ► ext.) |  |     |     |     |
| ---- | -------------------- | --- | - | - | - | - | -- | -- | ---- |  | -------------------------- |  | --- | --- | --- |
| 1    | Kiwi FC              | 9   | 3 | 3 | 0 | 0 | 15 | 4  | +11  |  | Kiwi FC                    |  | 2-1 | 6-2 | 7-1 |
| 2    | Tupapa Maraerenga FC | 6   | 3 | 2 | 0 | 1 | 17 | 3  | +14  |  | Tupapa Maraerenga FC       |  |     | 9-1 | 7-0 |
| 3    | Utulei Youth         | 3   | 3 | 1 | 0 | 2 | 6  | 17 | -11  |  | Utulei Youth               |  |     |     | 3-2 |
| 4    | Veitongo FC          | 0   | 3 | 0 | 0 | 3 | 3  | 17 | -14  |  | Veitongo FC                |  |     |     |     |

#### Résultats
| 26 janvier 2016 | Utulei Youth            | 2 - 6 | Kiwi FC                                                                        | CIFA Academy Field, Matavera    |                                 |
| 14h30           | Collins 8e · Tomasi 76e |       | 32e Saofaiga · 34e (pen), 90+1e Mosquera · 40e Samuelu (csc) · 75e, 77e Packer | Arbitrage : Anna-Marie Keighley | Arbitrage : Anna-Marie Keighley |
| 14h30           | (Rapport)               |       |                                                                                | Arbitrage : Anna-Marie Keighley | Arbitrage : Anna-Marie Keighley |

| 26 janvier 2016 | Veitongo FC | 0 - 7 | Tupapa Maraerenga FC                                                   | CIFA Academy Field, Matavera |                            |
| 17h00           |             |       | 7e (pen), 13e (pen), 42e, 60e Colligan · 31e, 70e Simiona · 90+1e Tiro | Arbitrage : Averii Jacques   | Arbitrage : Averii Jacques |
| 17h00           | (Rapport)   |       |                                                                        | Arbitrage : Averii Jacques   | Arbitrage : Averii Jacques |

| 28 janvier 2016 | Utulei Youth                        | 3 - 2 | Veitongo FC                   | CIFA Academy Field, Matavera |                            |
| 14h30           | Kang 13e · Samuelu 34e · Siligi 84e |       | 39e Polovili · 74e (pen) Uele | Arbitrage : Robinson Banga   | Arbitrage : Robinson Banga |
| 14h30           | (Rapport)                           |       |                               | Arbitrage : Robinson Banga   | Arbitrage : Robinson Banga |

| 28 janvier 2016 | Tupapa Maraerenga FC | 1 - 2 | Kiwi FC                     | CIFA Academy Field, Matavera |                         |
| 17h00           | Simiona 75e          |       | 38e Saofaiga · 65e Mosquera | Arbitrage : Nelson Sogo      | Arbitrage : Nelson Sogo |
| 17h00           | (Rapport)            |       |                             | Arbitrage : Nelson Sogo      | Arbitrage : Nelson Sogo |

| 30 janvier 2016 | Tupapa Maraerenga FC                                                               | 9 - 1 | Utulei Youth | CIFA Academy Field, Matavera |                            |
| 14h30           | Colligan 16e · Ruka 30e · Best 44e, 57e, 59e · Karika 74e, 88e, 90+5e · Harmon 90e |       | 62eSiligi    | Arbitrage : Averii Jacques   | Arbitrage : Averii Jacques |
| 14h30           | (Rapport)                                                                          |       |              | Arbitrage : Averii Jacques   | Arbitrage : Averii Jacques |

| 30 janvier 2016 | Kiwi FC                                                         | 7 - 1 | Veitongo FC  | CIFA Academy Field, Matavera    |                                 |
| 17h00           | Mason 25e, 68e, 90+4e · Blackburn 31e, 64e, 90e · Sutcliffe 48e |       | 23e Polovili | Arbitrage : Anna-Marie Keighley | Arbitrage : Anna-Marie Keighley |
| 17h00           | (Rapport)                                                       |       |              | Arbitrage : Anna-Marie Keighley | Arbitrage : Anna-Marie Keighley |

### Phase de groupes
| Rang | Équipe              | Pts | J | G | N | P | Bp | Bc | Diff |  | Résultats (▼ dom., ► ext.) |  |     |     |     |
| ---- | ------------------- | --- | - | - | - | - | -- | -- | ---- |  | -------------------------- |  | --- | --- | --- |
| 1    | Auckland City FC    | 9   | 3 | 3 | 0 | 0 | 9  | 2  | +7   |  | Auckland City FC           |  | 3-1 | 4-0 | 2-1 |
| 2    | Amicale FC          | 6   | 3 | 2 | 0 | 1 | 7  | 3  | +4   |  | Amicale FC                 |  |     | 3-0 | 3-0 |
| 3    | Solomon Warriors FC | 3   | 3 | 1 | 0 | 2 | 5  | 11 | -6   |  | Solomon Warriors FC        |  |     |     | 5-4 |
| 4    | Lae City Dwellers   | 0   | 3 | 0 | 0 | 3 | 5  | 10 | -5   |  | Lae City Dwellers          |  |     |     |     |

- Initialement terminée sur le score de 1-1, la rencontre Amicale FC-Solomon Warriors voit le club de Solomon Warriors FC avoir match perdu sur le score de 0-3 après avoir aligné un joueur non qualifié.

| Rang | Équipe            | Pts | J | G | N | P | Bp | Bc | Diff |  | Résultats (▼ dom., ► ext.) |  |     |     |     |
| ---- | ----------------- | --- | - | - | - | - | -- | -- | ---- |  | -------------------------- |  | --- | --- | --- |
| 1    | Team Wellington   | 9   | 3 | 3 | 0 | 0 | 8  | 1  | +7   |  | Team Wellington            |  | 4-0 | 2-0 | 2-1 |
| 2    | PRK Hekari United | 6   | 3 | 2 | 0 | 1 | 8  | 5  | +3   |  | PRK Hekari United          |  |     | 3-0 | 5-1 |
| 3    | Suva FC           | 3   | 3 | 1 | 0 | 2 | 3  | 6  | -3   |  | Suva FC                    |  |     |     | 3-1 |
| 4    | AS Lössi          | 0   | 3 | 0 | 0 | 3 | 3  | 10 | -7   |  | AS Lössi                   |  |     |     |     |

| Rang | Équipe     | Pts | J | G | N | P | Bp | Bc | Diff |  | Résultats (▼ dom., ► ext.) |  |     |     |     |
| ---- | ---------- | --- | - | - | - | - | -- | -- | ---- |  | -------------------------- |  | --- | --- | --- |
| 1    | AS Magenta | 9   | 3 | 3 | 0 | 0 | 9  | 2  | +7   |  | AS Magenta                 |  | 4-2 | 3-0 | 2-0 |
| 2    | AS Tefana  | 6   | 3 | 2 | 0 | 1 | 15 | 5  | +10  |  | AS Tefana                  |  |     | 6-1 | 7-0 |
| 3    | Nadi FC    | 3   | 3 | 1 | 0 | 2 | 5  | 12 | -7   |  | Nadi FC                    |  |     |     | 4-3 |
| 4    | Kiwi FC    | 0   | 3 | 0 | 0 | 3 | 3  | 13 | -10  |  | Kiwi FC                    |  |     |     |     |

#### Classements des deuxièmes de groupe
| Rang | Équipe            | Pts | J | G | N | P | Bp | Bc | Diff |
| ---- | ----------------- | --- | - | - | - | - | -- | -- | ---- |
| 1    | AS Tefana         | 6   | 3 | 2 | 0 | 1 | 15 | 5  | +10  |
| 2    | Amicale FC        | 6   | 3 | 2 | 0 | 1 | 7  | 3  | +4   |
| 3    | PRK Hekari United | 6   | 3 | 2 | 0 | 1 | 8  | 5  | +3   |

### Phase finale

#### Demi-finales
| 20 avril 2016 | Auckland City FC                   | 4 - 2 | AS Tefana                    | North Harbour Stadium, Auckland            |                                            |
| 12:00         | Lea'alafa 6e, 22e · Lewis 24e, 44e |       | 9e Keck · 85e (pen.) Tinorua | Spectateurs : 400 Arbitrage : Salesh Chand | Spectateurs : 400 Arbitrage : Salesh Chand |

| 20 avril 2016 | Team Wellington          | 2 - 0 | AS Magenta | North Harbour Stadium, Auckland             |                                             |
| 15:30         | Jackson 74e (pen.) · 76e |       |            | Spectateurs : 200 Arbitrage : Kader Zitouni | Spectateurs : 200 Arbitrage : Kader Zitouni |

#### Finale
| 23 avril 2016 | Auckland City FC              | 3 - 0 | Team Wellington | North Harbour Stadium, Auckland                |                                                |
| 14:00         | Lea'alafa 2e, 84e · Lewis 67e |       |                 | Spectateurs : 1 500 Arbitrage : Averii Jacques | Spectateurs : 1 500 Arbitrage : Averii Jacques |